# Grupa Netsprint

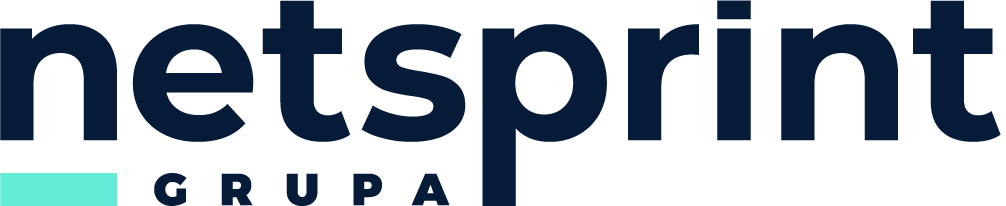
Logotyp Grupy Netsprint

Grupa Netsprint – grupa spółek zajmujących się marketingiem internetowym, big data, marketingiem opartym na danych, datatech. W jej skład wchodzą: Netsprint SA, LeadR, Email Network, WhitePress, Adrino, WayToGrow i DataTech Advisory.
Grupa posiada rozbudowany ekosystem usług stworzony na podstawie własnych produktów, opartych na zaawansowanych algorytmach zbierania i przetwarzania danych oraz zintegrowany z technologiami partnerów zewnętrznych, takich jak Adform, AppNexus, Google czy Media Math. Strategia grupy opiera się o zbieranie, analizę i agregację danych. Na ich podstawie Grupa Netsprint świadczy szeroki wachlarz usług. Ich odbiorcami są zarówno kupujący, jak i sprzedający powierzchnię reklamową w internecie.
Składowe wchodzące w skład Grupy Netsprint i ich kompetencje:
- Netsprint SA[4] – marketing technologiczny; ekosystem reklamowy pozwalający docierać do ponad 24 mln polskich internautów (97% użytkowników polskiego internetu). Zapewnia targetowanie reklam na podstawie danych pochodzących z Netsprint Audience[5].
- Netsprint Audience[6] – dane; największa w Polsce data management platform (DMP) pozwalająca na targetowanie behawioralne w kampaniach reklamowych. Wszystkie algorytmy rozwijane są pod kątem optymalizacji celu kampanii reklamowej klienta.
- LeadR[7] – monetyzacja baz danych; głównym celem działalności jest generowanie jak najwyższego zwrotu dla partnerów bazodanowych zgodnie z wymogami RODO.
- Email Network[8] – e-mail marketing; sieć mailingowa zrzeszająca ponad 300 mln kont e-mail B2C i B2B.
- Adrino[9] – rich media; sieć reklamy mobilnej specjalizująca się w niestandardowych kreacjach rich media oraz kampaniach efektywnościowych (marketing efektywnościowy).
- WayToGrow[10] – generowanie wzrostu przychodów z kanału programmatic; optymalizacja działań w modelu programmatic za pomocą header bidding i z użyciem autorskiej technologii.
- WhitePress[11] – content marketing i influencer marketing; narzędzie, które automatyzuje i ułatwia tworzenie treści, dystrybucję artykułów wśród wydawców i ich promocję. Dostarcza dane umożliwiające wyszukiwanie, analizę i wybór influencerów.
- DataTech Advisory[12] – konsulting; doradztwo w obszarze rozumienia i adresowania potrzeb konsumentów z wykorzystaniem danych, technologii i programmatic. Firma prowadzi szkolenia, audyty oraz zaawansowane projekty.

Grupa Netsprint jest częścią IAB Polska. Jest częścią holdingu inwestycyjnego Dirlango oraz funduszu inwestycyjnego Innova Capital. W 2014 r. firma odnotowała 19,3 mln zł przychodów, a w 2016 r. – 65 mln zł złotych przychodów.
Pod nazwą Netsprint funkcjonowała kiedyś polska wyszukiwarka internetowa. Została opracowana przez firmę XOR Internet z Warszawy w 2000 r., a przez spółkę Netsprint była rozwijana do 2012 r.
Netsprint była wyszukiwarką zasobów polskiego internetu i zasobów poszczególnych witryn. W Polsce poza serwisem Netsprint.pl można było z tego silnika korzystać na portalu Wirtualna Polska. Od początku czerwca 2012 roku Wirtualna Polska zrezygnowała ze współpracy z NetSprint. W związku z tą zmianą, wyszukiwarka po pewnym czasie przestała być dostępna w dotychczasowej formie na stronie netsprint.pl. Była dostępna tylko dla klientów w modelu white label.
Według danych serwisu ranking.pl w kategorii „udział w rynku silników wyszukiwarek” w okresie 16 listopada do 22 listopada 2004 roku z Netsprint korzystało około 19% polskich internautów[2]. Pierwsze wdrożenie wyszukiwarki NetSprint miało miejsce w 2000 roku na portalu Hoga.pl. NetSprint już wówczas indeksował 4 mln dokumentów. W rankingu PC World Komputer w lutym 2001 roku NetSprint został uznany za najlepszą wyszukiwarkę w Polsce.